# Streptostachys rigidifolia
Streptostachys rigidifolia är en gräsart som beskrevs av Filg., Morrone och Fernando Omar Zuloaga. Streptostachys rigidifolia ingår i släktet Streptostachys och familjen gräs. Inga underarter finns listade i Catalogue of Life.